# Уорнер, Кэндис
Кэ́ндис Энн Уо́рнер (англ. Candice Ann Warner), в девичестве — Фэ́лзон (англ. Falzon; 13 марта 1985) — австралийская фотомодель и «железная женщина».

## Биография и карьера
Кэндис Энн Фэлзон родилась 13 марта 1985 года в семье мальтийского происхождения.
В 2008 году Кэндис появилась в реалити-шоу «It Takes Two», где её наставником был Энтони Кэлли, но она выбыла шестой.

## Личная жизнь
С 4 апреля 2015 года Кэндис замужеем за игроком в крикет Дэвидом Уорнером, с которым она встречалась 23 месяца до их свадьбы. У супругов есть две дочери — Айви Мэй Уорнер (род.10.09.2014) и Инди Рэй Уорнер (род.14.01.2016).